# 龙州金花茶
龙州金花茶（学名：Camellia lungzhouensis）为山茶科山茶属的植物。分布于中国大陆的广西等地，常生长在石灰岩山地，目前尚未由人工引种栽培。